# Canton de Chauny
Le canton de Chauny est une circonscription électorale française située dans le département de l'Aisne et la région Hauts-de-France.
À la suite du redécoupage cantonal de 2014, les limites territoriales du canton sont remaniées. Le nombre de communes du canton passe de 20 à 21.

## Géographie
Ce canton est organisé autour de Chauny dans l'arrondissement de Laon. Son altitude varie de 38 m (Abbécourt) à 182 m (Caillouël-Crépigny) pour une altitude moyenne de 80 m.

## Histoire

### Révolution française

Carte du canton de Chauny en 1790.

Le canton est créé le 15 février 1790 sous la Révolution française. Le canton comprend 21 communes avec Chauny pour chef-lieu : Abbécourt, Amigny-Rouy, Béthancourt-en-Vaux, Bichancourt, Caillouël, Caumont, Chauny, Commenchon, Condren, Crépigny, Dampcourt, Guivry, Manicamp, Marest, Neuflieux, Noureuil, Ognes, Quierzy, Sinceny-Autreville, Viry, Vouël. Il est une subdivision du district de Chauny qui disparait le 5 Fructidor An III (22 août 1795)
Entre 1790 et 1794, Marest et Dampcourt fusionnent pour former la commune de Marest-Dampcourt ainsi que Caillouël et Crépigny  pour former la commune de Caillouël-Crépigny. Les communes de Viry et Noureuil s'unissent et forment la commune de Viry-Noureuil. Le canton comprend 18 communes en 1795. Lors de la création des arrondissements par la loi du 28 pluviôse an VIII (17 février 1800), le canton de Chauny est rattaché à l'arrondissement de Laon.

### 1801 - 2015
L'arrêté du 3 vendémiaire an X (25 septembre 1801) entraine un redécoupage du canton de Chauny qui est conservé. 6 communes du canton de Genlis (Beaumont-en-Beine, Frières-Faillouël, Genlis, Guyencourt-et-Plessis, La Neuville-en-Beine et Ugny-le-Gay) intègrent le canton tandis que Bichancourt, Quierzy et Manicamp sont détachées pour rejoindre le canton de Coucy-le-Château. La commune de Vouël rejoint le canton de La Fère. Le nombre de communes est alors de 20 communes.
Par ordonnance du 8 juillet 1814, Genlis prend le nom de Villequier-Aumont. Par ordonnance du 2 juin 1819, Guyencourt-et-Plessis est réuni à la commune de Villequier-Aumont, le nombre de communes passe de 20 à 19. Le 18 mars 1836, la commune de Sinceny-Autreville est scindée en deux communes distincts, Sinceny et Autreville,. 
Le canton est alors composé de 20 communes et sa composition ne bouge pas jusqu'en  mars 2015. Il portait le code canton 0209.

### Redécoupage de 2015
Un nouveau découpage territorial de l'Aisne entre en vigueur en mars 2015, défini par le décret du 21 février 2014, en application des lois du 17 mai 2013 (loi organique 2013-402 et loi 2013-403). Les conseillers départementaux sont, à compter de ces élections, élus au scrutin majoritaire binominal mixte. Les électeurs de chaque canton élisent au Conseil départemental, nouvelle appellation du Conseil général, deux membres de sexe différent, qui se présentent en binôme de candidats. Les conseillers départementaux sont élus pour six ans au scrutin binominal majoritaire à deux tours, l'accès au second tour nécessitant 12,5 % des inscrits au premier tour. En outre la totalité des conseillers départementaux est renouvelée. Ce nouveau mode de scrutin nécessite un redécoupage des cantons dont le nombre est divisé par deux avec arrondi à l'unité impaire supérieure. Dans l'Aisne, le nombre de cantons passe ainsi de 42 à 21. Le canton de Chauny fait partie des treize cantons du département dont les limites territoriales sont remaniées, les huit autres sont de nouveaux cantons. 
Le redécoupage a conservé la composition du canton, seule la commune de Pierremande, appartenant auparavant au canton de Coucy-le-Château-Auffrique a été adjoint. Le bureau centralisateur est fixé à Chauny. Le canton groupe désormais vingt et une communes avec un nouveau code canton 0203.

## Représentation

### Conseillers généraux de 1833 à 2015
| Période | Période           | Identité                                 | Étiquette       | Qualité |
| ------- | ----------------- | ---------------------------------------- | --------------- | --- |
| 1833    | 1834 (annulation) | Jacques Rémy Chardoillet                 |                 | Receveur d'enregistrement à Chauny                                                                                     |
| 1834    | 1847 (décès)      | Jean Louis Nicolas Duplaquet (1791-1847) |                 | Avocat et avoué à Saint-Quentin Suppléant du juge de paix                                                              |
| 1848    | 1871              | Ernest Hébert                            | Droite          | Avocat, propriétaire, maire de Chauny Député (1849-1851, 1852-1870)                                                    |
| 1871    | 1873 (décès)      | Auguste Arthur Lacroix (1839-1873)       |                 | Rentier, propriétaire terrien à Chauny                                                                                 |
| 1873    | 1880              | Ernest Hébert                            | Droite          | Avocat, ancien maire de Chauny, ancien député                                                                          |
| 1880    | 1891 (démission)  | Charles Fouquet                          | Républicain     | Propriétaire-cultivateur et fabricant de sucre à Sinceny Député (1871-1885)                                            |
| 1891    | 1899 (décès)      | Édouard Joncourt (1840-1899)             | Républicain     | Conducteur des ponts et chaussées Adjoint au maire de Chauny                                                           |
| 1900    | 1910              | Paul Ternynck (1853-1928)                | Républicain     | Fabricant de sucre à Chauny                                                                                            |
| 1910    | 1919              | Gabriel Lamotte                          | Rad.            | Pharmacien, conseiller municipal de Chauny                                                                             |
| 1919    | 1932 (démission)  | Léon Accambray                           | Rad.            | Commandant d'artillerie mis en réserve Député (1914-1932)                                                              |
| 1932    | 1940              | Louis Ternynck                           | URD             | Industriel sucrier, conseiller municipal de Chauny, conseiller d'arrondissement Nommé conseiller départemental en 1943 |
|         |                   |                                          |                 | |
| 1945    | 1946 (annulation) | Lucien Petit                             | PCF             | Livreur, adjoint au maire de Chauny                                                                                    |
| 1946    | 1955              | Louis Ternynck                           | PRL puis RPF    | Industriel Sénateur (1948-1955)                                                                                        |
| 1955    | 1961              | Lucien Trannoy                           | DVD             | Huissier de justice Adjoint au maire de Chauny Suppléant du député Albert Catalifaud (1958-1962)                       |
| 1961    | 1973              | Charles Hamart                           | DVD puis CD     | Entrepreneur de travaux publics Maire de Chauny                                                                        |
| 1973    | 1995 (décès)      | Yves Brinon (1924-1995)                  | PS puis UDF-PSD | Instituteur puis professeur Maire de Chauny (1971-1989)                                                                |
| 1995    | 2015              | Jean-Luc Lanouilh                        | PCF             | Professeur, Chauny Vice-président du Conseil général                                                                   |

### Conseillers d'arrondissement (de 1833 à 1940)
| Période                                  | Période | Identité                             | Étiquette   | Qualité |
| ---------------------------------------- | ------- | ------------------------------------ | ----------- | --- |
| 1833                                     | 1836    | M. Bourgeois                         |             | Propriétaire à Chauny                                                                                       |
| 1836                                     | 1845    | Denis Auguste Labart                 |             | Ancien notaire, propriétaire à Chauny                                                                       |
| 1845                                     | 1848    | Jacques Antoine Michelot (1790-1852) |             | Juge de paix à Chauny                                                                                       |
|                                          |         |                                      |             | |
| 1901                                     | 1913    | Paul Blanchet                        | Rad.        | Ancien percepteur                                                                                           |
| 1913                                     | 1925    | Lucien Barnit                        | Rad.        | Pharmacien, conseiller municipal de Chauny                                                                  |
| 1925                                     | 1931    | Alphonse Maubant (1876-1951)         | SFIO        | Ouvrier métallurgiste, conseiller municipal d'Alfortville (Seine) (1922-1925) puis de Chauny (1925-1941)    |
| 1931                                     | 1932    | Louis Ternynck                       | URD         | Industriel sucrier, conseiller municipal de Chauny                                                          |
| 1932                                     | 1937    | André Somon                          | Républicain | Négociant en grains à Chauny                                                                                |
| 1937                                     | 1940    | Alphonse Maubant                     | SFIO        | Ouvrier métallurgiste, conseiller municipal de Chauny (1925-1941)                                           |
| 1940                                     |         |                                      |             | Les conseils d'arrondissement ont été suspendus par la loi du 12 octobre 1940 et n'ont jamais été réactivés |
| Les données manquantes sont à compléter. |         |                                      |             | |

### Conseillers départementaux à partir de 2015
| Période élective | Période élective | Mandat | Mandat   | Identité            | Nuance | Nuance | Qualité                                         |
| ---------------- | ---------------- | ------ | -------- | ------------------- | ------ | ------ | ----------------------------------------------- |
| 2015             | 2021             | 2015   | 2021     | Jean-Luc Lanouilh   |        | PCF    | Professeur, Chauny                              |
| 2015             | 2021             | 2015   | 2021     | Fabienne Marchionni |        | PG     | Enseignante - Conseillère municipale de Sinceny |
| 2021             | 2028             | 2021   | en cours | Mario Lirussi       |        | PS     | Ancien cadre Adjoint au maire de Chauny         |
| 2021             | 2028             | 2021   | en cours | Fabienne Marchionni |        | DVG    | Conseillère municipale de Sinceny               |

#### Élections de mars 2015
À l'issue du premier tour des élections départementales de 2015, deux binômes sont en ballottage : Jean-Luc Lanouilh et Fabienne Marchionni (Union de la Gauche, 47,02 %) et Véronique Agoutin et Sébastien Moreau (FN, 38,78 %). Le taux de participation est de 51,07 % (9 007 votants sur 17 637 inscrits) contre 53,32 % au niveau départemental et 50,17 % au niveau national.
Au second tour, Jean-Luc Lanouilh et Fabienne Marchionni (Union de la Gauche) sont élus Conseillers départementaux de l'Aisne avec 59,88 % des suffrages exprimés et un taux de participation de 51,36 % (5 187 voix pour 9 059 votants et 17 637 inscrits).

#### Élections de juin 2021
Le premier tour des élections départementales de 2021 est marqué par un très faible taux de participation (33,26 % au niveau national). Dans le canton de Chauny, ce taux de participation est de 31,2 % (5 442 votants sur 17 440 inscrits) contre 34,94 % au niveau départemental. À l'issue de ce premier tour, deux binômes sont en ballottage : José Beaurain et Brigitte Fian (RN, 29,22 %) et Mario Lirussi et Fabienne Marchionni (DVG, 27,52 %).
Le second tour des élections est marqué une nouvelle fois par une abstention massive équivalente au premier tour. Les taux de participation sont de 34,3 % au niveau national, 34,65 % dans le département et 32,84 % dans le canton de Chauny. Mario Lirussi et Fabienne Marchionni (DVG) sont élus avec 61,08 % des suffrages exprimés (3 250 voix pour 5 728 votants et 17 443 inscrits),.

## Composition

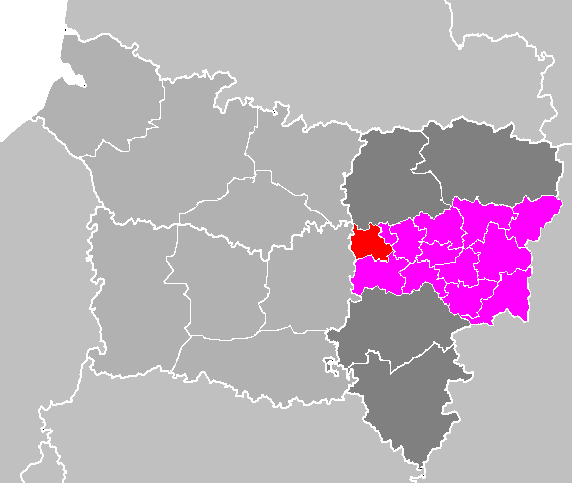
Situation du canton de Chauny dans le département de l'Aisne avant 2015.

### Composition avant 2015
Le canton de Chauny regroupait 20 communes et comptait 24 280 habitants en 2012.
| Nom                  | Code Insee | Codepostal | Superficie (km2) | Population (dernière pop. légale) | Densité (hab./km2) |
| -------------------- | ---------- | ---------- | ---------------- | --------------------------------- | ------------------ |
| Chauny (chef-lieu)   | 02173      | 02300      | 13,28            | 11 832 (2012)                     | 891                |
| Abbécourt            | 02001      | 02300      | 5,96             | 540 (2012)                        | 91                 |
| Amigny-Rouy          | 02014      | 02700      | 13,08            | 749 (2012)                        | 57                 |
| Autreville           | 02041      | 02300      | 3,55             | 826 (2012)                        | 233                |
| Beaumont-en-Beine    | 02056      | 02300      | 5,41             | 170 (2012)                        | 31                 |
| Béthancourt-en-Vaux  | 02081      | 02300      | 4,30             | 474 (2012)                        | 110                |
| Caillouël-Crépigny   | 02139      | 02300      | 6,63             | 427 (2012)                        | 64                 |
| Caumont              | 02145      | 02300      | 5,71             | 575 (2012)                        | 101                |
| Commenchon           | 02207      | 02300      | 3,33             | 207 (2012)                        | 62                 |
| Condren              | 02212      | 02700      | 5,58             | 709 (2012)                        | 127                |
| Frières-Faillouël    | 02336      | 02700      | 15,26            | 1 003 (2012)                      | 66                 |
| Guivry               | 02362      | 02300      | 7,15             | 263 (2012)                        | 37                 |
| Marest-Dampcourt     | 02461      | 02300      | 8,35             | 347 (2012)                        | 42                 |
| Neuflieux            | 02542      | 02300      | 1,90             | 96 (2012)                         | 51                 |
| La Neuville-en-Beine | 02546      | 02300      | 3,81             | 192 (2012)                        | 50                 |
| Ognes                | 02566      | 02300      | 6,14             | 1 188 (2012)                      | 193                |
| Sinceny              | 02719      | 02300      | 13,13            | 2 088 (2012)                      | 159                |
| Ugny-le-Gay          | 02754      | 02300      | 5,90             | 170 (2012)                        | 29                 |
| Villequier-Aumont    | 02807      | 02300      | 12,34            | 639 (2012)                        | 52                 |
| Viry-Noureuil        | 02820      | 02300      | 17,76            | 1 785 (2012)                      | 101                |

### Composition à partir de 2015
Le nouveau canton de Chauny regroupe 21 communes.
| Nom                            | Code Insee | Intercommunalité           | Superficie (km2) | Population (dernière pop. légale) | Densité (hab./km2) | Modifier                                    |
| ------------------------------ | ---------- | -------------------------- | ---------------- | --------------------------------- | ------------------ | ------------------------------------------- |
| Chauny (bureau centralisateur) | 02173      | CA Chauny-Tergnier-La Fère | 13,28            | 11 456 (2022)                     | 863                | modifier les données · modifier les données |
| Abbécourt                      | 02001      | CA Chauny-Tergnier-La Fère | 5,96             | 513 (2022)                        | 86                 | modifier les données · modifier les données |
| Amigny-Rouy                    | 02014      | CA Chauny-Tergnier-La Fère | 13,08            | 710 (2022)                        | 54                 | modifier les données · modifier les données |
| Autreville                     | 02041      | CA Chauny-Tergnier-La Fère | 3,55             | 791 (2022)                        | 223                | modifier les données · modifier les données |
| Beaumont-en-Beine              | 02056      | CA Chauny-Tergnier-La Fère | 5,41             | 172 (2022)                        | 32                 | modifier les données · modifier les données |
| Béthancourt-en-Vaux            | 02081      | CA Chauny-Tergnier-La Fère | 4,30             | 425 (2022)                        | 99                 | modifier les données · modifier les données |
| Caillouël-Crépigny             | 02139      | CA Chauny-Tergnier-La Fère | 6,63             | 459 (2022)                        | 69                 | modifier les données · modifier les données |
| Caumont                        | 02145      | CA Chauny-Tergnier-La Fère | 5,71             | 546 (2022)                        | 96                 | modifier les données · modifier les données |
| Commenchon                     | 02207      | CA Chauny-Tergnier-La Fère | 3,33             | 219 (2022)                        | 66                 | modifier les données · modifier les données |
| Condren                        | 02212      | CA Chauny-Tergnier-La Fère | 5,58             | 682 (2022)                        | 122                | modifier les données · modifier les données |
| Frières-Faillouël              | 02336      | CA Chauny-Tergnier-La Fère | 15,26            | 976 (2022)                        | 64                 | modifier les données · modifier les données |
| Guivry                         | 02362      | CA Chauny-Tergnier-La Fère | 7,15             | 239 (2022)                        | 33                 | modifier les données · modifier les données |
| Marest-Dampcourt               | 02461      | CA Chauny-Tergnier-La Fère | 8,35             | 342 (2022)                        | 41                 | modifier les données · modifier les données |
| Neuflieux                      | 02542      | CA Chauny-Tergnier-La Fère | 1,90             | 78 (2022)                         | 41                 | modifier les données · modifier les données |
| La Neuville-en-Beine           | 02546      | CA Chauny-Tergnier-La Fère | 3,81             | 191 (2022)                        | 50                 | modifier les données · modifier les données |
| Ognes                          | 02566      | CA Chauny-Tergnier-La Fère | 6,14             | 1 113 (2022)                      | 181                | modifier les données · modifier les données |
| Pierremande                    | 02599      | CA Chauny-Tergnier-La Fère | 7,57             | 249 (2022)                        | 33                 | modifier les données · modifier les données |
| Sinceny                        | 02719      | CA Chauny-Tergnier-La Fère | 13,13            | 1 988 (2022)                      | 151                | modifier les données · modifier les données |
| Ugny-le-Gay                    | 02754      | CA Chauny-Tergnier-La Fère | 5,90             | 186 (2022)                        | 32                 | modifier les données · modifier les données |
| Villequier-Aumont              | 02807      | CA Chauny-Tergnier-La Fère | 12,34            | 675 (2022)                        | 55                 | modifier les données · modifier les données |
| Viry-Noureuil                  | 02820      | CA Chauny-Tergnier-La Fère | 17,76            | 1 682 (2022)                      | 95                 | modifier les données · modifier les données |
| Canton de Chauny               | 0203       |                            | 166,14           | 23 692 (2022)                     | 143                | modifier les données                        |

## Démographie

### Démographie avant le redécoupage de 2015
| 1962   | 1968   | 1975   | 1982   | 1990   | 1999   | 2006   | 2007   | 2008   |
| ------ | ------ | ------ | ------ | ------ | ------ | ------ | ------ | ------ |
| 22 862 | 23 985 | 24 450 | 24 594 | 24 572 | 24 056 | 24 641 | 24 589 | 24 300 |

| 2009   | 2010   | 2011   | 2012   | - | - | - | - | - |
| ------ | ------ | ------ | ------ | - | - | - | - | - |
| 24 203 | 24 331 | 24 188 | 24 280 | - | - | - | - | - |

### Démographie après le redécoupage de 2015
En 2022, le canton comptait 23 692 habitants, en évolution de −3,05 % par rapport à 2016 (Aisne : −1,97 %, France hors Mayotte : +2,11 %).
| 2013   | 2018   | 2022   |
| ------ | ------ | ------ |
| 24 531 | 24 170 | 23 692 |